# Jun-ji
Batteur de Siam Shade, Jun-ji est le batteur de BULL ZEICHEN 88 depuis 2006. En parallèle, il intervient en tant que batteur session ou support pour les concerts pour de nombreux groupes japonais connus comme Acid Black Cherry, T.M. Revolution, Gackt, Sound Horizon, Linked Horizon, etc. C'est aussi un amateur de motos.

## Biographie
Né en 1973, Jun-ji (淳士) découvre la musique rock à 13-14 ans. À l'époque, inspiré par Jail O'Hashi des Seikima-II, il a souhaité devenir guitariste. Il a abandonné ce rêve peu après avoir fait la rencontre d'un camarade plus doué que lui. Il s'est alors intéressé à la batterie et s'est mis à apprendre à en jouer en regardant des vidéos de concerts. C'est d'ailleurs en imitant Yoshiki de X Japan qu'il a appris à utiliser la double pédale.
A 16 ans, il a commencé à travailler dans une boutique d'instruments de musique. L'un de ses collègues n'était autre que Sugizo, le guitariste de Luna Sea. Par son intermédiaire, il a fait la rencontre du batteur de Luna Sea Shinya (真矢). Il est ainsi devenu l'un des roadies de Luna Sea et Shinya est devenu son maître d'apprentissage de la batterie. En parallèle, Jun-ji jouait dans des groupes comme NERVE.

### Siam Shade
En 1993, les membres de Luna Sea avait découvert un petit groupe prometteur Siam Shade. Ils les ont aidé à se faire connaître en les invitant sur leurs concerts et dans leurs émissions de radio. En 1994, Siam Shade a perdu son batteur, au même moment Nerve avait splitté. Les membres de Luna Sea ont donc mis Jun-ji en relation avec les membres de Siam Shade. L'alchimie a fonctionné et depuis le line-up est resté fixe.
C'est avec ce groupe qu'en 2001, Jun-ji fait son premier Nippon Budokan à Tokyo. Mais l'année suivante, Siam Shade se sépare et Jun-ji commence une carrière solo. En 2007, le groupe se reforme pour un concert unique en l'honneur de leur manager décédé.
Touché par la catastrophe de Fukushima en 2011, Siam Shade décide d’organiser des concerts gratuits pour soutenir les victimes. Puis, en 2013, ils se lancèrent dans une nouvelle tournée.

### Acid Black Cherry
Jun-ji travaille pour la première fois avec Yasu en 2007. Il participe alors aux concerts et aux clips. L'année suivante, Yasu l'engage pour l'enregistrement de son nouvel album et pour la tournée de trois mois qui suivit. En 2009, il continua sa collaboration avec Acid Black Cherry. Il est aujourd'hui devenu l'un des principaux batteurs intervenants dans le projet solo de Yasu. Il est même l'une des principales figures des clips d'ABC sous les traits de l'amoureux otaku de Yasuko (le personnage otaku féminin de Yasu).

### Bull Zeichen 88
En 2006, Jun-ji crée Bull Zeichen 88 avec Ikuo. Le groupe fait du nu metal/screamo. Après avoir sorti 10 maxi singles, le 8 août 2012, ils sortent leur premier album アルバム (Album). Et début 2013, ils se lancent dans une tournée nommée Forever'.

### Autres collaborations
En tant que batteur solo ou plutôt indépendant, Jun-ji a collaboré avec de nombreux groupes. En 2004, il joue avec T.M.Revolution. En 2005, il participe à l'enregistrement de l'album 『神曲』 de Asaki. L'année suivante, Gackt l'embauche sur sa tournée, pour l’enregistrement de son album et pour les pvs. Leur collaboration continue en 2008-2009 avec la tournée live de Gackt. En 2010, c'est Sound Horizon qui l'embauche pour son album et deux soirs de concerts. Puis le 29 janvier 2012, il est le batteur de Hyde pour le concert ROENTGEN NIGHT.

## Collaborations
- Siam Shade
- BULL ZEICHEN 88
- T.M.Revolution
- Acid Black Cherry
- Gackt
- Sound Horizon
- Angela
- LMC
- Crack6
- Eri Kitamura
- Masaki
- Korekata Hirokuni
- Golden Bomber
- Halloween Junky Orchestra
- Talking Bunbun
- Chōcho
- Asaki (あさき)
- ＴЁЯＲＡ
- Endou Kazuma

## Articles Connexes
- Luna Sea
- Marty Friedman